# جلين (سويسرا)
منطقة جلين (بالألمانية: Glânebezirk) (بالفرنسية: District de la Glâne)‏ هي واحدة من سبع مقاطعات في كانتون فرايبورغ في سويسرا. يبلغ عدد سكانها 21٬790 (حتى 31 December 2011).